# Proswita
Proswita, Proświta (ukr. Товариство «Просвіта») – ukraińska organizacja społeczno-oświatowa, założona we Lwowie w 1868 r.

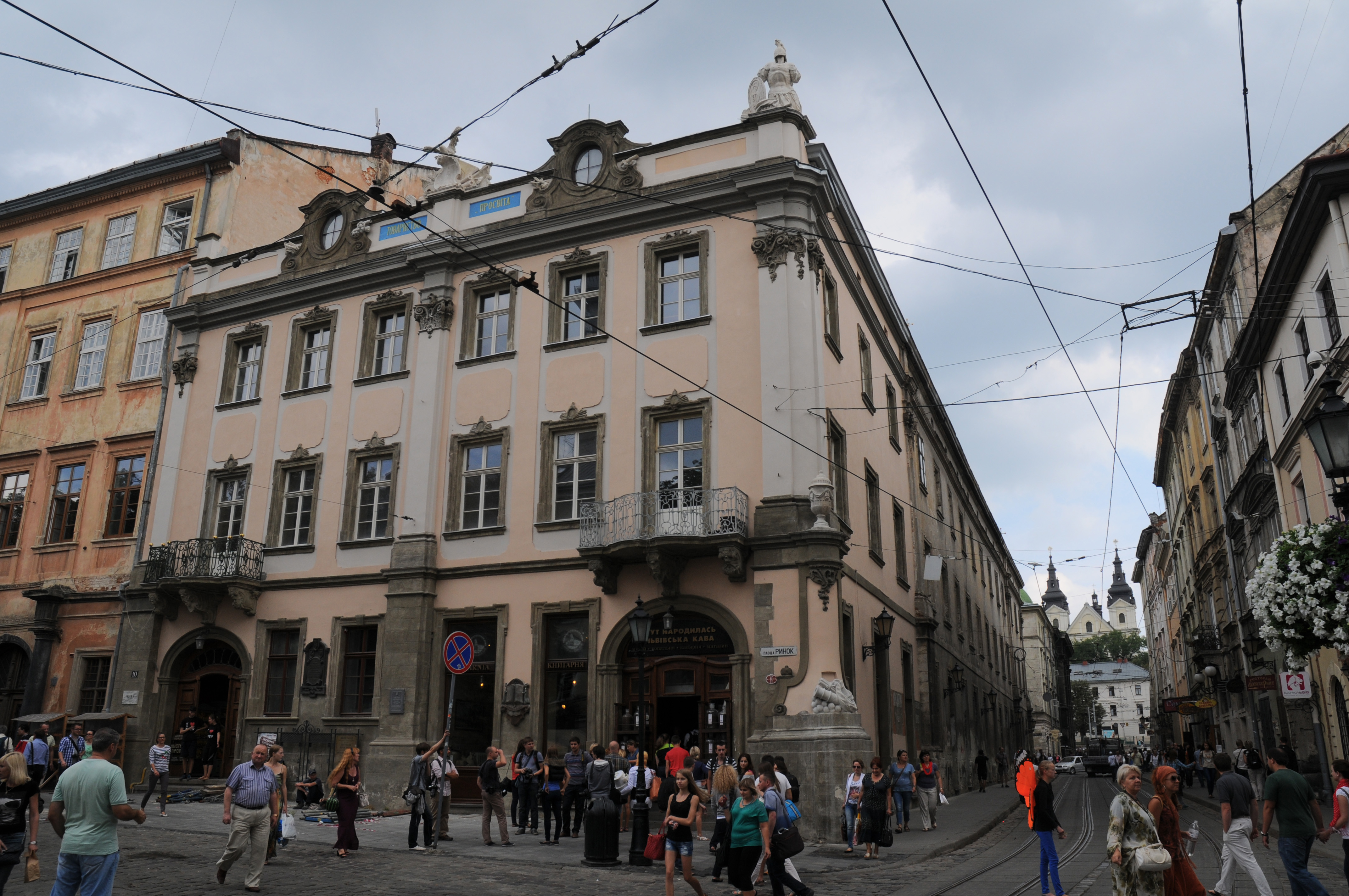
Pałac Lubomirskich przy Rynku we Lwowie. Od 1895 własność i siedziba Proswity

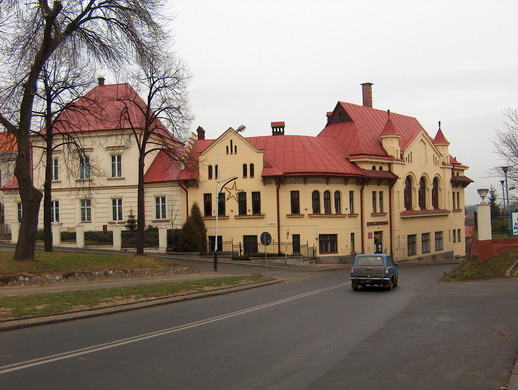
Leżajsk – dawny budynek towarzystwa

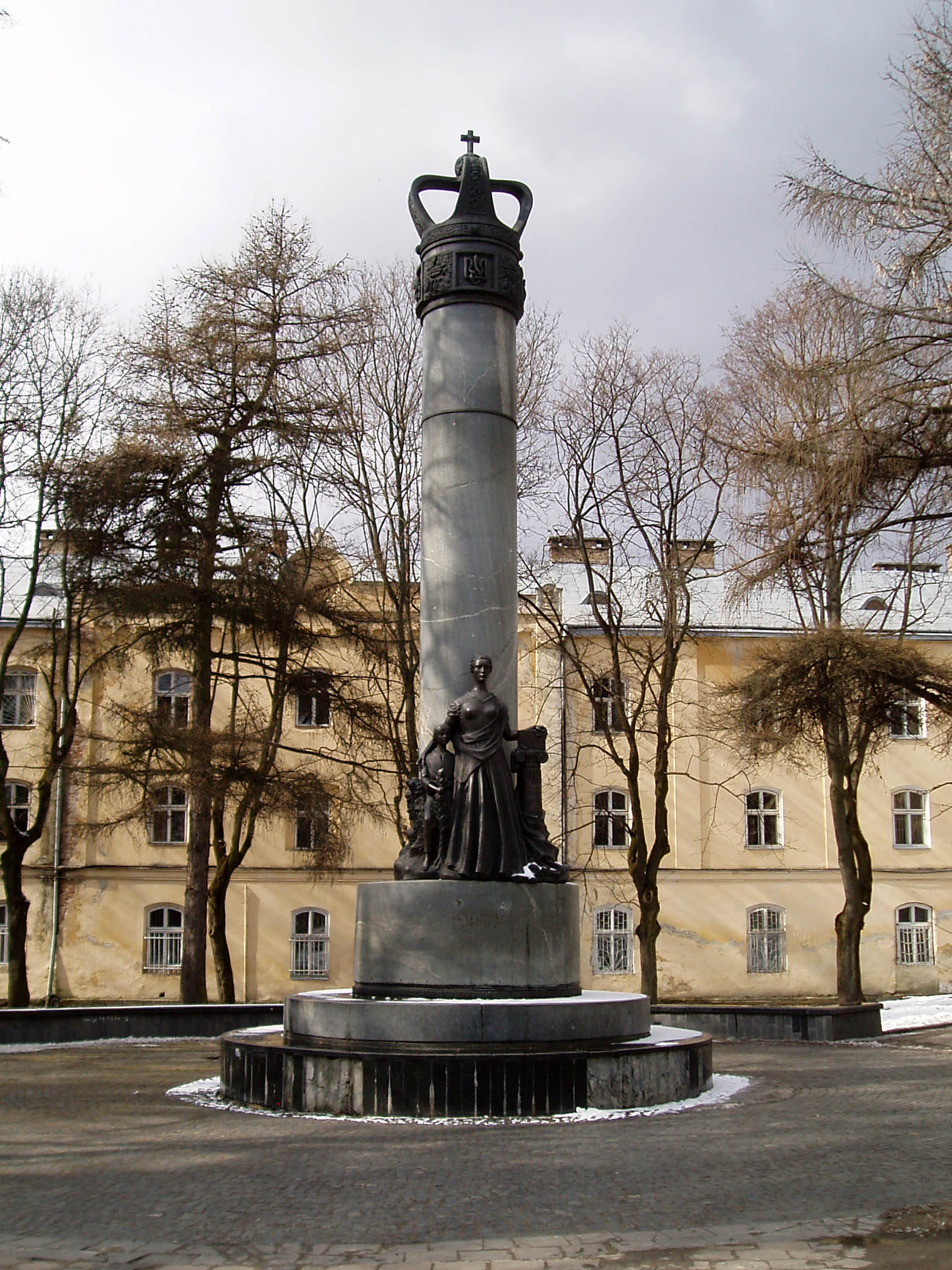
Pomnik Proswity we Lwowie

## Cele działalności
- zwalczanie analfabetyzmu
- działanie na rzecz wzrostu świadomości narodowej
- działalność wydawnicza
- prowadzenie chórów i orkiestr
- prowadzenie bibliotek, czytelni i świetlic
- organizowanie i wspieranie ukraińskiego ruchu spółdzielczego

## Historia
Od 1864 działacze narodowi: Ołeksa Toronśkyj, Mychajło Osadcja, Ołeksandr Iskryćkyj, Kłymkowycz, próbowali wprowadzać w wydawnictwach Matycy Hałycko-Ruskiej czysto ludową mowę i pisownię fonetyczną. Ponieważ nie udało im się tego dokonać (wskutek oporu moskalofili), zdecydowali się utworzyć własną organizację.
Komitet założycielski „Proswity” powstał na początku 1868, utworzony głównie przez ukraińskich działaczy studenckich. Działali w nim między innymi: Anatol Wachnianin, Mychajło Kossak, dr Kornyło Suszkewycz, profesor gimnazjum Pawło Swencickyj. 2 września 1868 Ministerstwo Oświaty wyraziło zgodę na założenie Towarzystwa „Proswita”.
Zebranie założycielskie odbyło się 8 grudnia 1868 w sali polskiej „Strzelnicy”. Uczestniczyło w nim 65 osób. Założenia programowe przedstawił student Andrij Siczynśkyj. Wybrano prezesa, którym został Anatol Wachnianyn, oprócz tego Zarząd Główny Towarzystwa, w skład którego wchodzili: Ołeksandr Borkowśkyj, Iwan Komarnyćkyj, Mychajło Kossak, Maksym Michalak, Omelian Ohonowśkyj, Julian Romanczuk, Kornyło Suszkewycz, Kornyło Ustianowycz.
W 1917 roku „Proswita” posiadała około 5 tysięcy placówek. W 1922 zlikwidowano organizację w ZSRR.
W Polsce działała nadal, do 1939 (z wyjątkiem Wołynia, gdzie zakazano jej działalności w 1936). Po agresji ZSRR na Polskę 17 września 1939 i aneksji wschodnich terenów II RP przez ZSRR organizacja została zlikwidowana przez władze sowieckie. W czasie wojny OUN odtworzyła działalność organizacji. Po wojnie wszystkie placówki powtórnie zamknięto, a organizacja działała tylko na emigracji.
W 1914 roku „Proswita” posiadała 77 filii, 2944 czytelnie, 2700 bibliotek, 504 własne budynki i około 194 tysiące członków. I wojna światowa i lata 1918–1920 były latami regresu, jednak wskutek intensywnego rozwoju w latach następnych, w 1929 „Proswita” posiadała już 84 filie i 2900 czytelni. W 1935 w Polsce należało do niej 30 tysięcy osób, skupionych w 83 filiach powiatowych, prowadząc 3 tysiące czytelni i bibliotek.
W okresie międzywojennym „Proswita” starała się rozszerzyć działalność na Wołyń i Polesie, jednak od 1932 jej działalność zaczęła tam słabnąć, a w 1936 przestała funkcjonować. Stało się tak wskutek polityki ówczesnego wojewody Henryka Józewskiego, który popierał rugowanie z Wołynia organizacji galicyjskich i wspierał własne, jak na przykład „Proswitianska Chata”, organizowane przez Wołyńskie Zjednoczenie Ukraińskie. „Proswita” działała wśród Łemków na wschodzie terenów przez nich zamieszkanych.
„Proswita” została reaktywowana w styczniu 1992 roku w Kijowie na Ukrainie, jako Wszechukraińskie Towarzystwo „Proswita” im. Tarasa Szewczenki.

### Prezesi „Proswity”
- 1868–1870 – Anatol Wachnianin
- 1896–1906 – Julian Romanczuk
- 1906 – Jewhen Ołesnycki
- 1906–1910 – Petro Ohonowśkyj
- 1910–1920 – Iwan Kiweluk (aresztowany w 1920)
- 1921 – Iwan Kiweluk
- 1922–1923 – Iwan Bryk
- 1923–1931 Mychajło Hałuszczynski
- 1931 – czerwiec 1939 Iwan Bryk
- 1939 – Julijan Dzerowycz

- Iwan Bryk (po wznowieniu działalności w dniu 17 lipca 1941[2])

- 1989 – Dmytro Pawłyczko
- 1990–dotąd – Pawło Mowczan